# Kościół ewangelicki w Białej
Kościół ewangelicki w Białej – dawny kościół ewangelicki w Białej, obecnie pełniący funkcję biblioteki.

## Historia

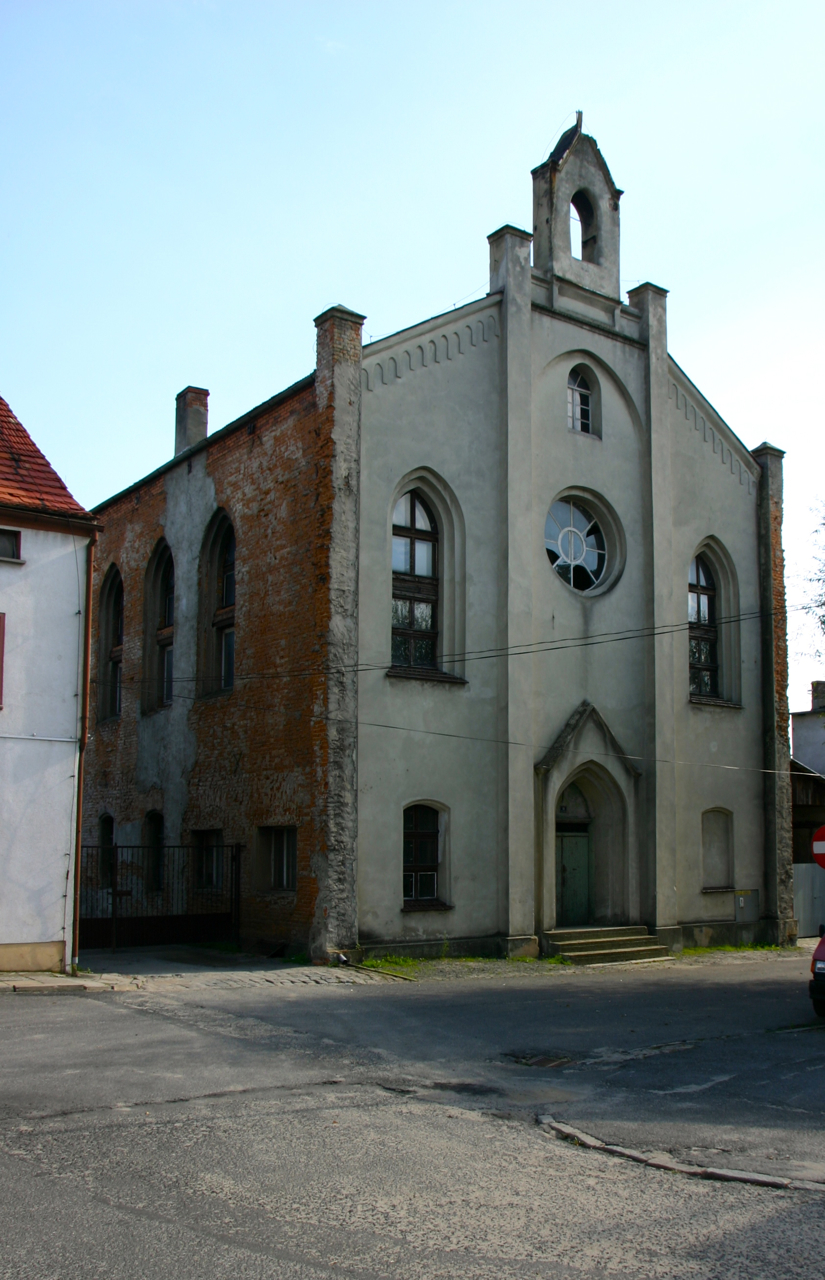
Kościół ewangelicki jako stolarnia (2011)

Na mocy decyzji księcia w 1840 wydano zgodę na organizację cztery razy do roku ewangelickich nabożeństw w kaplicy św. Rocha w Białej. W 1846 uruchomiona została niewielka luterańska szkoła wyznaniowa, natomiast bialska parafia ewangelicka oficjalnie rozpoczęła działalność 1850.
Budowa kościoła została rozpoczęta podczas położenia kamienia węgielnego 10 czerwca 1872 roku. Środki na ten cel pochodziły z funduszy własnych zboru, jak również dotacji udzielonej przez Gustav-Adolph-Verein. Uroczystość poświęcenia gotowej budowli miała miejsce 23 października 1873, a pierwsze nabożeństwo w nowym kościele poprowadził pastor Grindel.
W latach 80. XX wieku w budynku został uruchomiony warsztat stolarski i dawna świątynia została podzielona na trzy kondygnacje.
Po remoncie obiekt stał się siedzibą Miejskiej i Gminnej Biblioteki Publicznej w Białej, otwartej w tej lokalizacji 16 grudnia 2019. Powstała tu również czytelnia, sala komputerowa i pomieszczenia konferencyjne, a także punkt darmowej pomocy prawnej. 15 stycznia 2020 w budynku uruchomiono również klub seniora, dla którego powstała sala spotkań, salka gimnastyczna oraz kuchnia.